# Albrecht Ritschl
Albrecht Ritschl (25. marts 1822 i Berlin – 20. marts 1889 i Göttingen) var en evangelisk tysk teolog. Ritschl var professor ved universiteterne i Bonn og Göttingen.  Af samtiden blev han regnet som datidens fremmeste teolog, mens eftertiden regner ham som den fremmeste repræsentant for klassisk liberal teologi.
Fra 1864 var han til sin død professor i dogmatik og kirke- og dogmehistorie i Göttingen. Ritschl blev fra 1874 den ledende i en skole af teologer, "Ritschlianere", hvortil også Wilhelm Herrmann (1846-1922) og Adolf von Harnack (1851-1930) regnes. Ritschl og hans skole prægede opfattelsen i den evangeliske teologi til ind i det tyvende århundrede.